# Andrzej (Suchenko)
Andrzej, imię świeckie: Jewhen Aleksandrowicz Suchenko (ur. 23 sierpnia?/5 września 1900 w Ozerianach, zm. 17 czerwca 1973 w Pieczorach) – ukraiński biskup Rosyjskiego Kościoła Prawosławnego.

## Życiorys
W 1918 ukończył III gimnazjum w Kijowie. W roku następnym podjął studia teologiczne w Kijowskiej Akademii Duchownej, które przerwał w 1920, w momencie likwidacji Akademii przez władze bolszewickie. Naukę teologii kontynuował indywidualnie, pod kierunkiem dawnych wykładowców Akademii, będąc równocześnie hipodiakonem biskupa kijowskiego Jerzego. 6 grudnia 1927 został wyświęcony na diakona przez arcybiskupa Bazylego (Bogdaszewskiego), z zachowaniem celibatu. 25 grudnia 1927 biskup Jerzy (Delijew) wyświęcił go na kapłana i skierował do pracy duszpasterskiej w cerkwi Zaśnięcia Matki Bożej w Nowym Bykowie. Od 1930 pracował w cerkwi św. Andrzeja w Kijowie.
27 listopada 1932 arcybiskup kijowski Sergiusz (Griszyn) przyjął od niego wieczyste śluby mnisze, nadając mu imię Andrzej na cześć św. Andrzeja Apostoła. 6 grudnia tego samego roku hieromnich Andrzej otrzymał godność igumena. Od 1933 do 1934 służył w cerkwi Trójcy Świętej w Nosowkach. W 1934 otrzymał godność archimandryty. Przez kolejne trzy lata pracował w różnych parafiach eparchii czernihowskiej, kijowskiej i kostromskiej.
W 1937 został aresztowany i skazany na osiem lat łagru. Karę odbywał w obozie w mieście Irbit (Siewuralłag). Mimo upływu wyroku w 1945, został zwolniony dopiero w roku następnym. Od 1947 służył w soborze Zwiastowania w Charkowie.
12 grudnia 1947 otrzymał nominację biskupią i 25 lutego 1948 w soborze Objawienia Pańskiego w Moskwie miała miejsce jego chirotonia na biskupa czerniowieckiego i bukowińskiego, w której jako główny konsekrator wziął udział patriarcha moskiewski i całej Rusi Aleksy. Od 1954 był biskupem winnickim. Po roku został przeniesiony na katedrę czernihowską, zaś w 1956 otrzymał godność arcybiskupią.
W 1961 Święty Synod Rosyjskiego Kościoła Prawosławnego, na własną prośbę hierarchy, przeniósł go w stan spoczynku. Prośba arcybiskupa Andrzeja była związana z faktem, iż wysunięto przeciwko niemu fałszywe zarzuty przestępstw ekonomicznych oraz "nieobyczajnego prowadzenia się". W 1961 został skazany na osiem lat łagru. Przyczyną, dla których został poddany represjom, był fakt, iż duchowny w zdecydowany sposób przeciwstawiał się zamykaniu na terenie jego eparchii kolejnych cerkwi i klasztorów. Wyrok odbywał w łagrze na terenie republiki Komi. W 1964 nałożony na niego wyrok został skrócony do pięciu lat. W 1967 został zwolniony ; Synod nakazał mu zamieszkanie w Monasterze Pskowsko-Pieczerskim. W 1968 arcybiskup Andrzej zwrócił się do patriarchy Aleksego z prośbą o powierzenie mu jednej z wakujących katedr i w 1969 został arcybiskupem omskim i tiumeńskim.
W 1971 uczestniczył w Soborze Lokalnym Rosyjskiego Kościoła Prawosławnego, w czasie którego wyszło na jaw, iż wskutek pobytu w łagrze zachorował psychicznie. W związku z tym w 1972 został ponownie przeniesiony w stan spoczynku i skierowany do Monasteru Pskowsko-Pieczerskiego. Zmarł 17 czerwca 1973 i został pochowany na terenie klasztoru.